# Suberites hirsutus
Suberites hirsutus är en svampdjursart som först beskrevs av Fleming 1828.  Suberites hirsutus ingår i släktet Suberites och familjen Suberitidae. Inga underarter finns listade i Catalogue of Life.